# Tomek na wojennej ścieżce
Tomek na wojennej ścieżce – trzeci tom z cyklu powieści Alfreda Szklarskiego, opowiadający o przygodach Tomka Wilmowskiego, wydany po raz pierwszy w 1959.

## Fabuła
Akcja książki tym razem rozgrywa się w Stanach Zjednoczonych i Meksyku, gdzie odzyskując siły po nieprzyjemnym zdarzeniu z szarżą nosorożca w Afryce, do którego doszło podczas wydarzeń opisanych w książce Przygody Tomka na Czarnym Lądzie, w towarzystwie Sally Allan, jej matki i bosmana Nowickiego, przebywa Tomek Wilmowski. Cała trójka gości na ranczu stryjka Sally, szeryfa Allana. W czasie jednej ze swoich konnych wycieczek po okolicy, Tomek poznaje młodego Indianina Navajo, Czerwonego Orła, i mimo dość niefortunnego początku znajomości między chłopcami nawiązuje się przyjaźń. Ten młody Indianin staje się przewodnikiem Tomka, oprowadza go po rezerwacie miejscowych Apaczów i urządza razem z nim polowanie na orły – których 5 piór zostało oficjalnie przyznanych młodemu Wilmowskiemu w dowód uznania za zasługi i odwagę. Warto dodać, że na skutek działania amerykańskiego rządu Indianom w tych czasach nie żyło się najlepiej.
Prawdziwą przyjaźń Apacze udowadniają jednak dopiero wówczas, kiedy pomagają Tomkowi w uwolnieniu porwanej Sally. Z wielkim poświęceniem walczą o „Białą Różę” przeciw innemu szczepowi Indian – Zuni, którzy za namową meksykańskiego hodowcy koni Don Pedro uprowadzili bratanicę szeryfa. W bitwie o obcą im sprawę, wielu z nich ginie – na czele z głównym wodzem i wojownikiem o wyrwanie się spod rządów Amerykanów, Czarną Błyskawicą.

## Rozdziały
1. Nieoczekiwany napad
2. Biały i czerwony brat
3. Troje przyjaciół
4. Tajemnica młodego Nawaja
5. Ucieczka
6. Groźny cień
7. W rezerwacie Mescalero Apaczów
8. Polowanie na orły
9. Rodeo
10. Wyścig dziesięciomilowy
11. Porwanie
12. Pogoń i narada
13. Góra Znaków
14. Zagubiony kanion
15. Niefortunna wyprawa bosmana
16. Przy palu męczarni
17. Taniec Ducha
18. Na wojennej ścieżce
19. Pierwszy ślad
20. Pueblo Zuni
21. Wojenny fortel
22. W drodze do Vera Cruz

## Bohaterowie powieści
Poza głównymi bohaterami znanymi z innych części cyklu najważniejszymi bohaterami książki są Czarna Błyskawica i Czerwony Orzeł.
- Czarna Błyskawica – Indianinem pochodzącym ze szczepu Apaczów, który zaprzysięga wykopanie topora wojennego przeciwko białym ludziom, ze względu na ich okrucieństwo i postępowanie w stosunku do Indian. Ma on na koncie kilka powstań przeciwko białym ludziom, kiedy zostaje schwytany przez szeryfa. Dzięki Tomkowi, bosmanowi Nowickiemu i Sally, Czarna Błyskawica ucieka z aresztu i udaje się do swojej kryjówki, ofiarując młodemu Wilmowskiemu swą przyjaźń, w podziękowaniu za otrzymaną pomoc. Później, Czarna Błyskawica pomaga Tomkowi odnaleźć porwaną Sally i ginie w walce, ratując młodych. Warto zauważyć, że Czarna Błyskawica zmienia się pod wpływem znajomości z Tomkiem: zaczyna rozumieć, że wśród białych, tak jak wśród Indian, rodzą się ludzie dobrzy i źli, sprawiedliwi i oszuści. Na potwierdzenie tych słów, zaprzyjaźnia się z Tomkiem i ginie w walce o przyjaciół, którzy mają znienawidzony wcześniej przez niego kolor skóry.
- Czerwony Orzeł – indiański przyjaciel Tomka, jeden z głównych bohaterów.